# Pterolophia sordidata
Pterolophia sordidata là một loài bọ cánh cứng trong họ Cerambycidae.